# 休·罗尔夫
休·罗尔夫（英語：Sue Rolph，1978年5月15日—），英国女子游泳运动员。她曾代表英格兰参加1998年英联邦运动会游泳比赛，获得三枚金牌、一枚银牌和二枚铜牌。她也曾参加1996年和2000年夏季奥运会。